# 남해지방해양경찰청
남해지방해양경찰청(南海地方海洋警察廳, Southern Regional Coast Guard Headquarters)은 대한민국 동남해역의 경찰 및 오염방제에 관한 사무를 수행하는 대한민국 해양경찰청의 소속기관이다. 남해지방해양경찰청장은 치안감(2급 상당)으로 보한다. 부산광역시 동구 충장대로 325 (좌천동 68-889)에 위치하고 있다.

## 연혁

### 연혁
- 2006.04.03 부산지방해양경찰본부 개청
- 2006.11.09 해양경찰청과 그 소속기관 직제 공포(대통령령-19729호)
- 2006.12.01 남해지방해양경찰청 개청
- 2007.10.10 한일 수색구조 합동훈련
- 2009.10.15 한일 수색구조 합동훈련
- 2010.11.17 한일 수색구조 합동훈련
- 2011.11.10 ~ 2011.11.11 한일 수색구조 합동훈련
- 2012.11.06 ~ 2012.11.08 한일 수색구조 합동훈련
- 2013.11.26 ~ 2013.11.28 한일 수색구조 합동훈련
- 2014.11.19 국민안전처와 그 소속기관 직제 시행(대통령령-25753호) 남해해양경비안전본부 개청
- 2014.12.26 대규모 해양사고 대비 민관군 합동훈련(유선, 좌초, 침몰선박 사고대응)
- 2015.03.17 해양안전 종합훈련(유선 좌초, 침몰선박 사고대응)
- 2015.10.14 한일 수색구조 합동훈련
- 2016.09.27 한일 수색구조 합동훈련
- 2018.06.05 ~ 2018. 06.08 북태평양 6개국 해양경찰 연합훈련
- 2019.10.16 한일 수색구조 합동훈련

### 역대 남해지방해양경찰청장
- 제1대 윤혁수 청장 ( 2006.12.01 ~ 2007.07.31 )
- 제2대 김승수 청장 ( 2007.08.01 ~ 2008.07.01 )
- 제3대 임창수 청장 ( 2008.07.02 ~ 2008.12.30 )
- 제4대 이정포 청장 ( 2008.12.31 ~ 2010.01.25 )
- 제5대 김석균 청장 ( 2010.01.26 ~ 2010.09.30 )
- 제6대 김충규 청장 ( 2010.10.01 ~ 2011.12.07 )
- 제7대 최상환 청장 ( 2011.12.08 ~ 2012.07.23 )
- 제8대 김용환 청장 ( 2012.07.23 ~ 2012.11.30 )
- 제9대 김광준 청장 ( 2012.11.30 ~ 2013.04.25 )
- 제10대 이정근청장 ( 2013.04.29 ~ 2014.12.31 )
- 제11대 남상욱청장 ( 2015.01.27 ~ 2015.07.19 )
- 제12대 이춘재청장 ( 2015.07.20 ~ 2015.12.29 )
- 제13대 이주성청장 ( 2015.12.29 ~ 2016.07.11 )
- 제14대 이원희청장 ( 2016.07.11 ~ 2016.12.31 )
- 제15대 김두석청장 ( 2016.12.31 ~ 2017.09.18 )
- 제16대 류춘열청장 ( 2017.09.18 ~ 2018.08.12 )
- 제17대 김홍희청장 ( 2018.08.14 ~ 2020.03.04 )
- 제18대 구자영청장 ( 2020.03.20 ~ 2020.12.31 )
- 제19대 서승진청장 ( 2020.12.31 ~ 2021.12.20 )
- 제20대 윤성현청장 ( 2021.12.21 ~ 2022.07.07 )
- 직무대리 윤병두 경무관 ( 2022.07.08 ~ 2023.06.29 )
- 제21대 최광철청장 ( 2023.06.30 ~ 2024.07.02 )
- 제22대 장인식청장 ( 2024.08.02 ~ )

## 관할 해역
- 부산광역시, 울산광역시, 경상남도, 남해바다 동부권

## 조직
| - 청문감사담당관 - 감사계 - 감찰계 | - 기획운영과 - 기획운영계 - 교육훈련계 - 홍보계 - 경리계 - 정보통신계 | - 경비과 - 경비계 - 장비관리계 - 해상교통관제계 | - 구조안전과 - 해양안전계 - 수색구조계 | - 수사과 - 수사계 - 과학수사계 - 광역수사대 - 마약수사대 - 사이버수사계 | - 정보외사과 - 정보계 - 외사보안계 | - 종합상황실 - 상황기획 - 상황관리 | - 해양오염방제과 - 방제계 - 예방지도계 - 분석자원계 | - 항공단 - 부산항공대 | - 특공대 - 행정팀 - 전술팀 |

### 소속 해양경찰서[2]
- 부산해양경찰서
- 울산해양경찰서
- 통영해양경찰서
- 창원해양경찰서
- 사천해양경찰서

### 소속 해상교통관제센터
- 마산항해상교통관제센터
- 부산항해상교통관제센터
- 부산신항해상교통관제센터
- 울산항해상교통관제센터
- 통영연안해상교통관제센터

## 보유장비
- 회전익
  - S-92 1기
  - 팬더 1기

## 사건사고
- 제주도 해양경찰헬기 추락 사고 - 현재는 제주지방해양경찰청의 관할이다.

## 같이 보기
- 계급